# Chrysomima
Chrysomima is een geslacht van vlinders van de familie spanners (Geometridae), uit de onderfamilie Ennominae.

## Soorten
- C. bisecta Dognin, 1914
- C. bubula Druce, 1892
- C. semilutearia Felder, 1873